# 菊池武敏
菊池武敏（？年—1341年），鐮倉時代未期的武將。第12代家督菊池武時第九子，通稱菊池九郎。第13代家督菊池武重的弟弟、第14代家督菊池武士及第15代家督菊池武光的兄長。

## 生平
元弘三年（1333年），父親菊池武時勤王舉兵推翻鐮倉幕府，被少貳貞經、大友貞宗出賣兵敗身死。後醍醐天皇還京後，楠木正成上奏尤如武時響應敕命而戰死者，應該封賞為第一功臣。後醍醐天皇答允封武時長子武重為從五位下肥後守，其弟武茂為對馬守、武澄為肥前守、武敏為掃部助。
建武二年（1335年）十月，足利尊氏起兵謀反，武敏於本國起兵，遙應官軍對抗足利尊氏。少貳貞經派遣兒子賴尚率兵迎戰。菊池武敏偵察敵軍，發兵三千餘人，擊殲賴尚後軍。貞經留下據守太宰府，府中兵寡。武敏將襲貞經，貞經出陣筑後。武敏接戰，打敗敵軍，進攻太宰府，悉數焚毀其器械。貞經退守保內山。圍山數日，當時貞經的族人有意歸順者，迫令貞經自殺。武敏乘勢進攻尊氏於筑前。尊氏與弟足利直義於多多良濱逆戰成功，武敏敗退。再而敵將一色範氏、仁木義長來攻，武敏不能支撐，僅能隻身逃匿山中。其後足利尊氏退兵，武敏再次起兵，與今川藏人戰於唐川、豐福等處。
延元3年/曆應元年（1338年），兄長菊池武重病逝，因武重無子，以菊池武士為養弟而繼任家督。武士由於年紀尚輕，所以身為兄長的菊池武敏曾經輔政。菊池武敏部逝世之年不詳，但是相信是武士在位期間。